# 荒川 (荒川区)

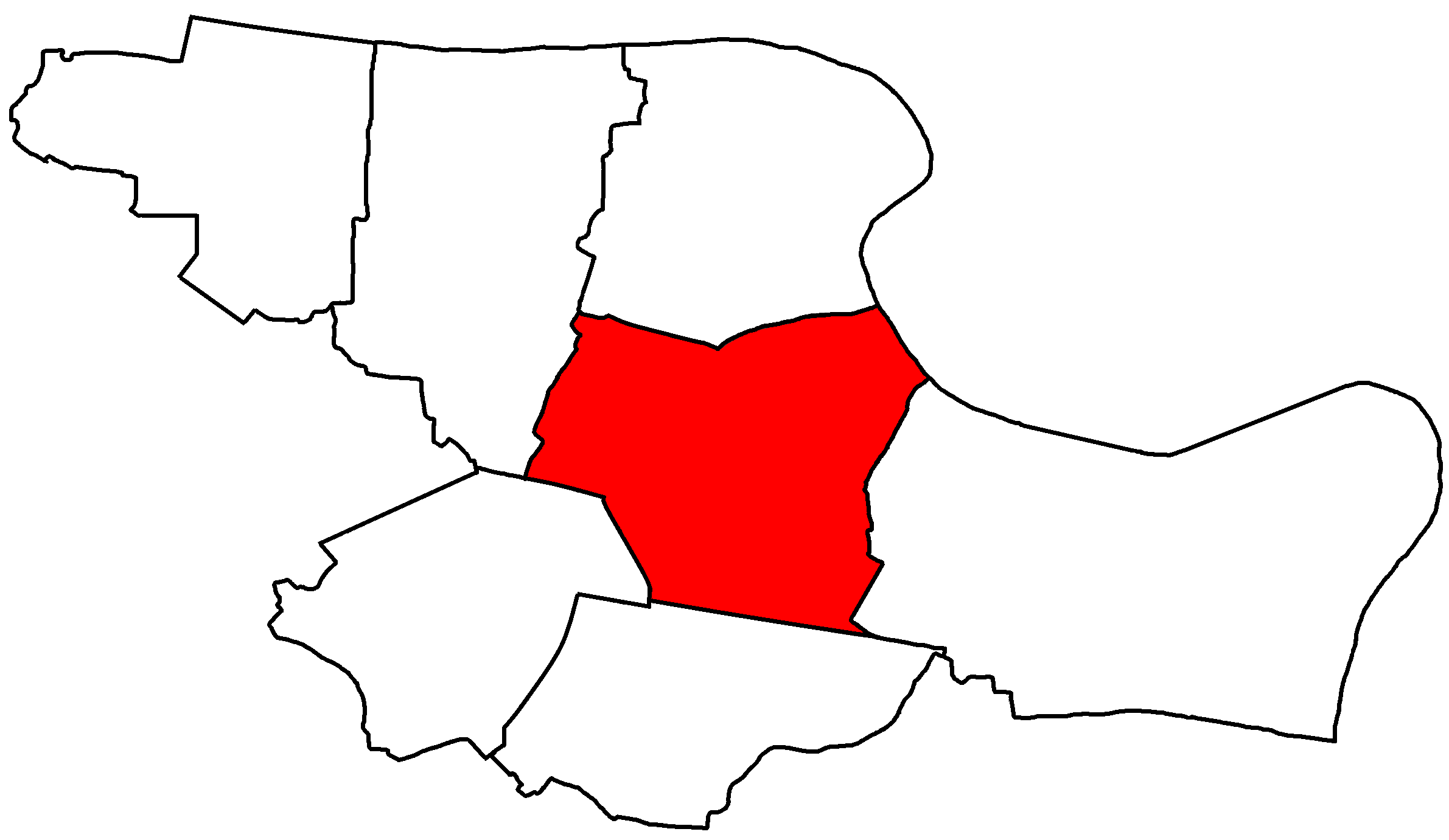
荒川区内の荒川の位置図

荒川（あらかわ）は、東京都荒川区中央部の町名。現行行政地名は荒川一丁目から荒川八丁目。住居表示実施済み区域である。

## 地理

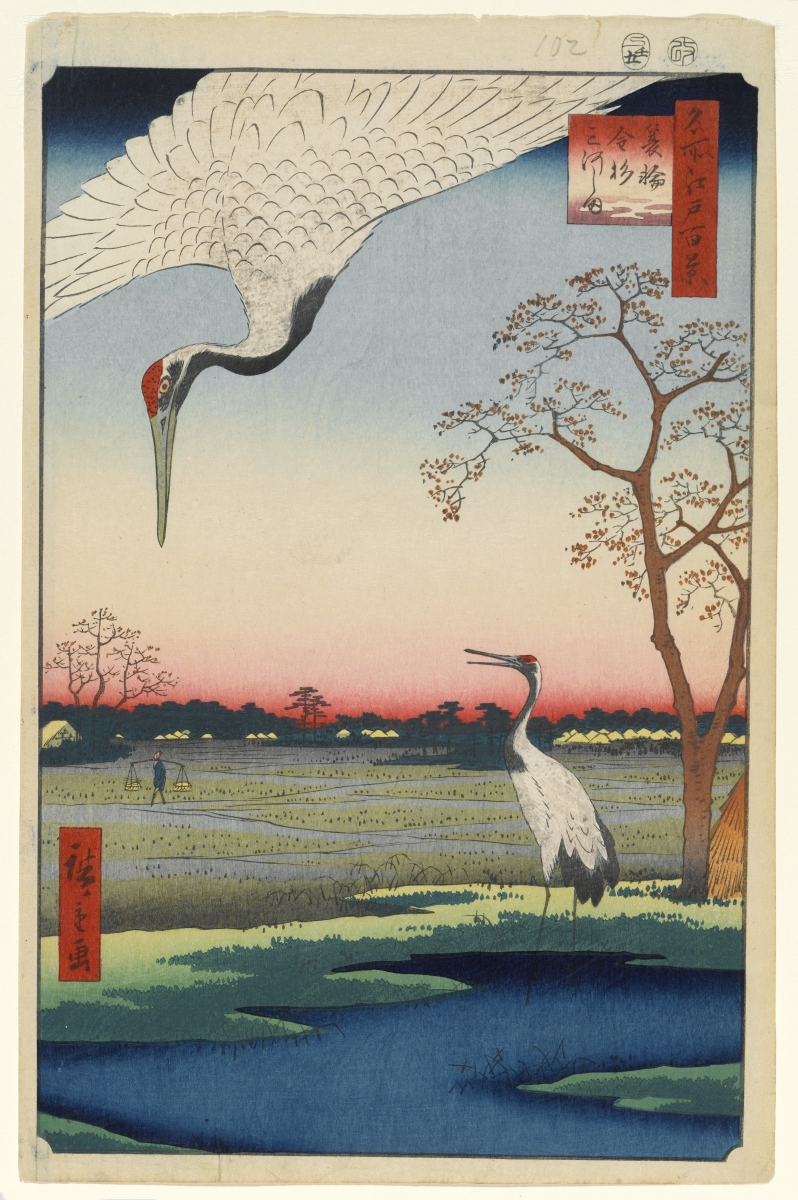
広重「名所江戸百景」より。当時の「三河島村」は田園地帯で、毎年タンチョウが飛来したという。

東西に長いひし形をした荒川区の中央部に位置し、荒川区役所が所在する荒川区の地理的行政的中心部である。
地区の北を町屋、東を南千住、南を東日暮里および西日暮里、西を東尾久と接する。また地区の北東の一角を隅田川と接し、対岸の足立区と向き合うが、京成本線橋梁を除けば直近の対岸連絡橋（尾竹橋あるいは千住大橋）まで1kmほど離れている。
町域内には町工場や商店街、住宅が所狭しとひしめき合った混合密集市街を形成した下町的光景の見られる町並みが広がるほか、荒川自然公園や三河島水再生センターのような比較的大規模な施設が所在する。

### 地価
住宅地の地価は、2025年（令和7年）1月1日の公示地価によれば、荒川2-21-2の地点で61万2000円/m2、荒川3-28-5の地点で54万3000円/m2、荒川6-56-5の地点で52万7000円/m2となっている。

## 世帯数と人口
2025年（令和7年）3月1日現在（荒川区発表）の世帯数と人口は以下の通りである。
| 丁目       | 世帯数     | 人口     |
| ---------- | ---------- | -------- |
| 荒川一丁目 | 2,921世帯  | 5,335人  |
| 荒川二丁目 | 1,597世帯  | 2,729人  |
| 荒川三丁目 | 3,771世帯  | 6,413人  |
| 荒川四丁目 | 2,926世帯  | 4,801人  |
| 荒川五丁目 | 2,437世帯  | 3,920人  |
| 荒川六丁目 | 2,722世帯  | 4,382人  |
| 荒川七丁目 | 2,144世帯  | 3,782人  |
| 荒川八丁目 | 1,108世帯  | 2,470人  |
| 計         | 19,626世帯 | 33,832人 |

### 人口の変遷
国勢調査による人口の推移。
| 年                 | 人口   |
| ------------------ | ------ |
| 1995年（平成7年）  | 28,143 |
| 2000年（平成12年） | 29,931 |
| 2005年（平成17年） | 31,192 |
| 2010年（平成22年） | 32,266 |
| 2015年（平成27年） | 32,081 |
| 2020年（令和2年）  | 32,460 |

### 世帯数の変遷
国勢調査による世帯数の推移。
| 年                 | 世帯数 |
| ------------------ | ------ |
| 1995年（平成7年）  | 11,357 |
| 2000年（平成12年） | 12,983 |
| 2005年（平成17年） | 14,234 |
| 2010年（平成22年） | 15,208 |
| 2015年（平成27年） | 15,758 |
| 2020年（令和2年）  | 17,014 |

## 学区
区立小・中学校に通う場合、学区は以下の通りとなる（2014年時点）。
| 丁目       | 番地                                               | 小学校                 | 中学校             |
| ---------- | -------------------------------------------------- | ---------------------- | ------------------ |
| 荒川一丁目 | 1〜2番 32〜33番 40〜58番                           | 荒川区立第三峡田小学校 | 荒川区立第一中学校 |
| 荒川一丁目 | 31番                                               | 荒川区立瑞光小学校     | 荒川区立第一中学校 |
| 荒川一丁目 | その他                                             | 荒川区立第六瑞光小学校 | 荒川区立第一中学校 |
| 荒川二丁目 | 1〜3番 5番、7番 9〜20番 22〜30番 34〜41番 48〜57番 | 荒川区立第二峡田小学校 | 荒川区立第一中学校 |
| 荒川二丁目 | その他                                             | 荒川区立第二峡田小学校 | 荒川区立第四中学校 |
| 荒川三丁目 | 7〜10番 13〜19番 22〜79番                          | 荒川区立峡田小学校     | 荒川区立第四中学校 |
| 荒川三丁目 | その他                                             | 荒川区立第三峡田小学校 | 荒川区立第一中学校 |
| 荒川四丁目 | 39〜48番                                           | 荒川区立第九峡田小学校 | 荒川区立第五中学校 |
| 荒川四丁目 | 1〜3番 16〜31番 49〜56番                           | 荒川区立第二峡田小学校 | 荒川区立第四中学校 |
| 荒川四丁目 | その他                                             | 荒川区立峡田小学校     | 荒川区立第四中学校 |
| 荒川五丁目 | 1〜11番 14〜28番 35〜36番 38〜39番                 | 荒川区立峡田小学校     | 荒川区立第四中学校 |
| 荒川五丁目 | 29〜34番 37番 48〜51番                             | 荒川区立第九峡田小学校 | 荒川区立第四中学校 |
| 荒川五丁目 | その他                                             | 荒川区立第九峡田小学校 | 荒川区立第五中学校 |
| 荒川六丁目 | 1〜44番 64〜70番                                   | 荒川区立第九峡田小学校 | 荒川区立第五中学校 |
| 荒川六丁目 | その他                                             | 荒川区立第九峡田小学校 | 荒川区立第四中学校 |
| 荒川七丁目 | 1〜4番 7〜9番                                      | 荒川区立第二峡田小学校 | 荒川区立第一中学校 |
| 荒川七丁目 | 5〜6番 10〜14番                                    | 荒川区立第二峡田小学校 | 荒川区立第五中学校 |
| 荒川七丁目 | 15〜16番                                           | 荒川区立第四峡田小学校 | 荒川区立第五中学校 |
| 荒川七丁目 | その他                                             | 荒川区立第九峡田小学校 | 荒川区立第五中学校 |
| 荒川八丁目 | 1〜24番                                            | 荒川区立瑞光小学校     | 荒川区立第一中学校 |
| 荒川八丁目 | 25番 32〜33番                                      | 荒川区立第二峡田小学校 | 荒川区立第一中学校 |

## 事業所
2021年（令和3年）現在の経済センサス調査による事業所数と従業員数は以下の通りである。
| 丁目       | 事業所数    | 従業員数 |
| ---------- | ----------- | -------- |
| 荒川一丁目 | 125事業所   | 1,007人  |
| 荒川二丁目 | 139事業所   | 2,585人  |
| 荒川三丁目 | 224事業所   | 1,978人  |
| 荒川四丁目 | 149事業所   | 846人    |
| 荒川五丁目 | 128事業所   | 1,119人  |
| 荒川六丁目 | 154事業所   | 813人    |
| 荒川七丁目 | 192事業所   | 2,876人  |
| 荒川八丁目 | 74事業所    | 1,010人  |
| 計         | 1,185事業所 | 12,234人 |

### 事業者数の変遷
経済センサスによる事業所数の推移。
| 年                 | 事業者数 |
| ------------------ | -------- |
| 2016年（平成28年） | 1,302    |
| 2021年（令和3年）  | 1,185    |

### 従業員数の変遷
経済センサスによる従業員数の推移。
| 年                 | 従業員数 |
| ------------------ | -------- |
| 2016年（平成28年） | 10,073   |
| 2021年（令和3年）  | 12,234   |

## 交通

### 鉄道
東京メトロ
- 千代田線：町屋駅（所在地は町屋）

京成電鉄
- 京成本線：町屋駅、新三河島駅（所在地は西日暮里）

東京都交通局
- 都電荒川線：荒川一中前停留場（所在地は南千住）、荒川区役所前停留場、荒川二丁目停留場、荒川七丁目停留場、町屋駅前駅、町屋二丁目停留場

### 道路
道路
- 東京都道306号王子千住夢の島線（明治通り）
- 東京都道313号上野尾竹橋線（尾竹橋通り）

## 施設
行政
- 荒川区役所
- 荒川警察署
- 荒川消防署
- 荒川都税事務所
- 荒川区保健所
- 三河島水再生センター

保育・教育
- 荒川区立峡田小学校
- 荒川区立第二峡田小学校
- 荒川区立第三峡田小学校
- 荒川区立第九峡田小学校
- 荒川区立第一中学校
- 荒川区立第四中学校

公園
- 荒川自然公園
- 荒川自然公園運動場
- 荒川公園

文化
- ゆいの森あらかわ
- 荒川区中央図書館
- 吉村昭記念文学館
- 荒川区民会館

## その他

### 日本郵便
- 郵便番号 : 116-0002[3]（集配局 : 荒川郵便局[15]）。